# Chicago 16
Chicago 16 je trinajsti studijski album chichaške rock zasedbe Chicago, ki je izšel 7. junija 1982. Gre za »album vrnitve«, saj je to prvi album skupine po albumu Hot Streets (1978), ki je postal platinast, se uvrstil v top 10 lestvice Billboard 200, z njega pa je izšel singel »Hard to Say I'm Sorry«, ki je postal drugi singel skupine, ki je dosegel vrh lestvice Billboard Hot 100.:202 Avgusta 1982 je album prejel zlati status s strani RIAA, platinast pa je postal decembra 1982. Skladba »Hard to Say I'm Sorry« je bila nominirana za grammyja za najboljšo vokalno pop izvedbo skupine.
Chicago 16 je prvi album skupine, ki je izšel pri založbi Warner Bros. Records, prvi album skupine, ki ga je produciral David Foster, ki je bil označen za ključnega pri njihovem povratku, prvi album skupine, ki je vseboval skladbe skladateljev izven skupine, prvi album skupine po albumu Chicago VI (1973), pri katerem ni sodeloval tolkalist Laudir de Oliveira:132, 200 in tudi prvi studijski album skupine, ki je izšel dve leti po predhodniku, saj je predtem skupina izdala vsako leto nov studijski album.

## Ozadje
Skupina je medse povabila ustanovitelja skupine Sons of Champlin, klaviaturista in pevca Billa Champlina ter obdržala kitarista Chrisa Pinnicka, ki je s skupino sodeloval že pri snemanju albuma Chicago XIV. Na priporočilo Dannyja Seraphinea in preko menedžerja Chicaga, Jeffa Walda, je skupina stopila v kontakt s producentom Davidom Fosterjem. Ko so se člani skupine odločili za Fosterja, (bil je predviden za producenta albuma Chicago XIV) je Foster pričel radikalno spreminjati zvok Chicaga. Uporabil je najnovejšo tehnologijo in skupini predstavil rabo zunanjih skladateljev in studijskih glasbenikov. Snemanju so tako prisostvovali trije člani skupine Toto. Leta 2015 je nekdanji bobnar skupine Danny Seraphine zagovarjal spremembo zvoka:
David Foster je resnično poskušal ohraniti integriteto skupine. Sploh ni želel zmanjšati muzikanosti in celovitosti skupine. Nekateri bi lahko rekli, da je to storil. Ampak on je šel s časom. Povem vam, da so z radijskih postaj do našega menedžerja prišle govorice, da ne želijo ničesar s trobili. Kako bi se spoprijeli s tem?
Večino albuma prežema soft rock, h kateremu sta bila nagnjena Peter Cetera in Foster. Skupina je zamenjala založbo potem, ko je vse prejšnje albume izdala pri založbi Columbia Records. Robert Lamm je bil nedosegljiv zaradi osebnih težav nedosegljiv za večino produkcije albuma. Tako je bil Lamm, nekoč glavni skladatelj skupine, soavtor le ene skladbe na albumu brez glavnega vokala. Lamm je o spremembi dejal:
Nisem bil zadovoljen nad tem, kako so se stvari odvijale. Izguba Terryja Katha je še vedno bila velika. Naenkrat smo imeli novo založbo, ki je želela, da uporabimo zunanje glasbenike in skladatelje ter da utišamo trobila. Bili brezobrazna skupina, ki je sedaj imela obraz. To ni bilo to, kar sem sklenil. V tistem času je bilo tudi moje osebno življenje kaotično. Bil sem zelo nezadovoljen in blizu tega, da bi zapustil skupino.
Po promocijski turneji Chicago XIV je skupino zapustil tolkalist Laudir de Oliveira, ker njegov latinsko-ameriški stil ni ustrezal pop zvoku skupine.:200
Chicago 16 je bil hit album, posebno ko je »Hard to Say I'm Sorry« postal drugi singel skupine,:202 ki je dosegel vrh ameriške lestvice Billboard Hot 100, dosegel pa je tudi vrh lestvice Billboard Adult Contemporary. Album je dosege platinast status in se uvrstil na 9. mesto lestvice Billboard 200 chart. Singel je bil v podaljšani verziji »Hard to Say I'm Sorry/Get Away« vključen v soundtrack filma Summer Lovers. Drugi singel, »Love Me Tomorrow«, vsebuje na koncu dolgo orkestracijo. Singel je dosegel 22. mesto lestvice Billboard Hot 100 in 8. mesto lestvice Billboard Adult Contemporary. Tretji singel, »What You're Missing«, je dosegel 81. mesto lestvice Billboard Hot 100.
Remasterizirana verzija, ki je izšla pri založbi Rhino Records ne vsebuje skladb »What You're Missing« in »Love Me Tomorrow« v polnih dolžinah. »What You're Missing« je bila nadomeščena s singel verzijo, pri »Love Me Tomorrow« pa je izpuščen del pri koncu. Kljub temu vsebuje remasterizirana verzija demo posnetek Billa Champlina, »Daddy's Favorite Fool«, ki je vključena kot dodatna skladba. Poznejše svetovne izdaje vsebujejo originalni album z dodatnimi skladbami, med katerimi so singel verzije »Hard To Say I'm Sorry«, »What You're Missing« in »Love Me Tomorrow« ter demo posnetek »Daddy's Favorite Fool«.
Na originalni britanski LP izdaji je skladba »Rescue You« uvrščena pred »What Can I Say«, kar ne velja za kasnejše izdaje.

## Seznam skladb
| Stran 1 | Stran 1                          | Stran 1                                      | Stran 1               | Stran 1   |
| Št.     | Naslov                           | Pisec                                        | Vokal                 | Dolžina   |
| ------- | -------------------------------- | -------------------------------------------- | --------------------- | --------- |
| 1.      | „What You're Missing‟            | Jay Gruska, Joseph Williams                  | Peter Cetera          | 4:10/3:29 |
| 2.      | „Waiting for You to Decide‟      | David Foster, Steve Lukather, David Paich    | Cetera, Bill Champlin | 4:06      |
| 3.      | „Bad Advice‟                     | Peter Cetera, Foster, James Pankow           | Champlin, Cetera      | 2:58      |
| 4.      | „Chains‟                         | Cetera, Ian Thomas                           | Cetera                | 3:22      |
| 5.      | „Hard to Say I'm Sorry/Get Away‟ | Cetera, Foster / Cetera, Foster, Robert Lamm | Cetera                | 5:08      |

| Stran 2 | Stran 2             | Stran 2                        | Stran 2  | Stran 2   |
| Št.     | Naslov              | Pisec                          | Vokal    | Dolžina   |
| ------- | ------------------- | ------------------------------ | -------- | --------- |
| 6.      | „Follow Me‟         | Foster, Pankow                 | Champlin | 4:53      |
| 7.      | „Sonny Think Twice‟ | Bill Champlin, Danny Seraphine | Champlin | 4:01      |
| 8.      | „What Can I Say‟    | Foster, Pankow                 | Cetera   | 3:49      |
| 9.      | „Rescue You‟        | Cetera, Foster                 | Cetera   | 3:57      |
| 10.     | „Love Me Tomorrow‟  | Cetera, Foster                 | Cetera   | 5:06/4:58 |

| Dodatna skladba na ponovni izdaji | Dodatna skladba na ponovni izdaji | Dodatna skladba na ponovni izdaji | Dodatna skladba na ponovni izdaji | Dodatna skladba na ponovni izdaji |
| Št.                               | Naslov                            | Pisec                             | Vokal                             | Dolžina                           |
| --------------------------------- | --------------------------------- | --------------------------------- | --------------------------------- | --------------------------------- |
| 11.                               | „Daddy's Favorite Fool‟           | Champlin                          | Champlin                          | 3:52                              |

### Nevključeni skladbi
Med snemanjem sta bili posneti tudi skladbi »Remember There's Someone Who Loves You« in »Come On Back«, ki pa nista bili vključeni v album.

## Osebje

### Chicago
- Peter Cetera – bas, akustična kitara pri »Hard To Say I'm Sorry«, glavni vokal, spremljevalni vokal, ritmični aranžmaji, BGV aranžmaji
- Bill Champlin – klaviature, kitare, glavni vokal, spremljevalni vokal, BGV aranžmaji
- Robert Lamm – klaviature, spremljevalni vokal
- Lee Loughnane – trobenta, krilnica, pikolo trobenta
- James Pankow – trombon, trobilni aranžmaji
- Walter Parazaider – pihala
- Danny Seraphine – bobni, ritmični aranžmaji

### Dodatni glasbeniki
- David Foster – klaviature, ritmični aranžmaji, dodatni trobilni aranžmaji
- Chris Pinnick – kitara
- Steve Lukather – kitara
- Michael Landau – kitara
- David Paich – sintetizatorji
- Steve Porcaro – sintetizatorji, programiranje
- Jeremy Lubbock, Peter Cetera in David Foster – godalni aranžmaji pri »Hard To Say I'm Sorry« in »Love Me Tomorrow«
- Gerard Vinci – koncertni mojster
- Dave Richardson – pomoč pri besedilu »What Can I Say«

### Produkcija
- Producent: David Foster
- Inženiring, miks: Humberto Gatica
- Miks (»Hard To Say I'm Sorry/Get Away«): Bill Schnee
- Asistenti: Walter Parazaider, Lee Loughnane, Jack Goudie
- Drugi inženirji: Chip Strader, Britt Bacon, Don Levy, Bobby Gerber, Phil Jamtaas, Ernie Sheesely, Jeff Borgeson, Steve Cohen, David Schober
- Fotografija: Aaron Rapoport
- Oblikovanje: John Kosh, Ron Larson

Ponovna izdaja
- A&R/Project nadzorniki – Lee Loughnane, Jeff Magid, Mike Engstrom
- Miks (dodatne skladbe): David Donnelly, Jeff Magid
- Remastering: David Donnelly
- Nadzornik: Cory Frye
- Oblikovanje: Greg Allen
- Projektna asistenta: Steve Woolard, Karen LeBlanc

## Lestvice

### Tedenske lestvice
| Lestvica (1982)     | Najvišja uvrstitev |
| ------------------- | ------------------ |
| Avstrija            | 19                 |
| Kanada              | 17                 |
| Nemčija             | 11                 |
| Nizozemska          | 33                 |
| Nova Zelandija      | 24                 |
| ZDA (Billboard 200) | 9                  |
| Združeno kraljestvo | 44                 |

### Singli
| Leto | Singel                  | Lestvica                      | Mesto |
| ---- | ----------------------- | ----------------------------- | ----- |
| 1982 | »Hard to Say I'm Sorry« | ZDA Billboard Hot 100         | 1     |
| 1982 | »Hard to Say I'm Sorry« | ZDA Adult Contemporary        | 1     |
| 1982 | »Hard to Say I'm Sorry« | VB Singles Chart              | 4     |
| 1982 | »Love Me Tomorrow«      | ZDA Billboard Hot 100         | 22    |
| 1982 | »Love Me Tomorrow«      | ZDA Adult Contemporary        | 8     |
| 1982 | »Love Me Tomorrow«      | Kanada RPM Top Singles        | 40    |
| 1982 | »Love Me Tomorrow«      | Kanada RPM Adult Contemporary | 2     |
| 1983 | »What You're Missing«   | ZDA Billboard Hot 100         | 81    |

## Certifikati
| Regija                | Certifikat | Prodaja   |
| --------------------- | ---------- | --------- |
| Kanada (Music Canada) | Zlat       | 50,000    |
| Nemčija (BVMI)        | Zlat       | 250,000   |
| ZDA (RIAA)            | Platinast  | 1,000,000 |